# Space Man (låt av Sam Ryder)
För andra betydelser, se Spaceman.
Space Man är en låt av Sam Ryder som var Storbritanniens bidrag till Eurovision Song Contest 2022 i Turin. Låten slutade på andra plats i finalen efter Ukrainas bidrag "Stefania". Det var Storbritanniens bästa placering i tävlingen sedan 1998.
Låten nådde vissa listframgångar i Europa, bland annat en andraplats på den brittiska singellistan och 15:e plats på den svenska.